# Fabio Suescún Mutis
Fabio Suescún Mutis (Bucaramanga, 10 de noviembre de 1942) es un prelado colombiano. Es el obispo castrense emérito del Ordinariato Militar de Colombia.
Fue ordenado sacerdote en Bogotá el 19 de noviembre de 1966, incardinándose a esta Arquidiócesis.
Ejerció su ministerio sacerdotal, primero, como profesor en el Seminario Menor y, después, como profesor en el Seminario Mayor de la Arquidiócesis; también fue vicario cooperador y luego párroco de varias parroquias de Bogotá; se desempeñó además como asistente eclesiástico, a nivel nacional, del Movimiento Familiar Cristiano; su último cargo, como presbítero, fue la Vicerrectoría de la Universidad del Rosario.
Una de sus labores más recordadas fue la de Director de la muy tradicional Quinta de Mutis del Colegio Mayor de Nuestra Señora del Rosario (Bogotá, barrio Siete de Agosto), la cual dirigió exitosamente entre 1980 y 1985. Tuvo a su cargo la formación de los alumnos de Primaria y Bachillerato de la Quinta en quienes imprimió su disciplina, caballerosidad, rectitud y gran carisma. Durante su época como Director de la Quinta se redescubrió y rescató el Himno del Colegio que data de 1916 con letra de Luis María Mora y música del maestro Jerónimo Velasco  
Su ordenación episcopal se llevó a cabo el 13 de junio de 1986, siendo Obispo de Pereira, desde el 20 de noviembre de 1993 hasta el 21 de abril de 2001 y es Obispo Castrense desde esta última fecha hasta la actualidad.

## Obras
- “Convivencia sana sociedad en paz” (2004)
- “Para que vives” (2007)